# Laevichlamys multisqualida
Laevichlamys multisqualida is een tweekleppigensoort uit de familie van de Pectinidae. De wetenschappelijke naam van de soort is voor het eerst geldig gepubliceerd in 1994 door Dijkstra.